# The Great Darkness Saga
The Great Darkness Saga è un arco narrativo a fumetti diviso in cinque numeri con protagonista la Legione dei Super-Eroi. La storia fu scritta da Paul Levitz e disegnata da Keith Giffen e Larry Mahlstedt. Pubblicata nel 1982, comparve per la prima volta in Legione of Super-Heroes (vol. 2) nei numeri 290-294. Questa storia è particolarmente nota per la partecipazione virtuale di ogni Legionario vivente passato e presente fino al 1982, oltre alla presenza della maggior parte delle squadre alleate del XXX secolo, inclusa la Legione degli Eroi Sostituti, i Wanderers, gli Eroi di Lallor, e il rifugiato kryptoniano del XX secolo Dev-Em. Gli eroi si scontrarono contro un essere immensamente potente circondato dall'oscurità, che infine si rivelò essere l'antico padrone di Apokolips, Darkseid.

## Trama
Nel XXX secolo, il cofondatore della Legione dei Super Eroi, Cosmic Boy, guidò un gruppo di Legionari a investigare su alcuni attacchi al Museo delle Arti Mistiche e alla Torre di Londra, entrambi sulla Terra. Inclusi nella squadra vi erano il Superboy del XX secolo (il leggendario Superman da adolescente) e l'ultimo membro entrato nella squadra, Jacques Foccart, il nuovo Invisible Kid II. In ogni luogo furono attaccati da esseri di grande potere, entrambi circondati da oscurità e che fecero riferimento al fatto che erano servi del loro "Maestro", colui che controllava la "Grande Oscurità". Con l'utilizzo di porte capaci di creare un teletrasporto, gli esseri fuggirono con due articoli rubati: una bacchetta magica dal museo e la spada Excalibur dalla Torre di Londra. Quando un terzo servo tentò di rubare l'Orbo di Orthanax dall'Istituto di Fenomeni Parapsicologici di Talok VIII, fu catturato. Tuttavia, un quarto servo comparve in un altro luogo di teletrasporto e svanì con l'Orbo. Nella sua base d'operazione sconosciuta, il Maestro assorbì i poteri contenuti dentro ognuno degli artefatti rubati, mentre il servo catturato fu portato al quartier generale della Legione. Quando questo fu portato in prossimità di Danielle Foccart, all'epoca posseduta dall'intelligenza artificiale malvagia nota come Computo, l'attività cerebrale di Danielle aumentò. In effetti, il servo fece sì che Computo, al momento incosciente, avesse un incubo.
Attraverso il test del DNA, Mon-El e Dream Girl determinarono che il servo catturato era un clone inanimato di Lydea Mallor, l'antenata di Shadow Lass e prima eroina di Talok VIII
 fatto di "DNA-invertito". Nel frattempo sul pianeta Avalon, il quarto servo liberò l'immensamente potente Mordru, il mago più potente dell'universo e probabilmente il nemico più potente della Legione. Non appena Mordru stava per uccidere il servo, comparve il Maestro che lo sconfisse velocemente. Poco dopo, sul pianeta prigione di Takron-Galtos, i Legionari scoprirono che anche Time Trapper - un altro potente nemico della Legione - fu prosciugato delle sue abilità di manipolazione del tempo dal Maestro.
Le abilità precognitive di Dream Girl le permisero di prevedere l'attacco dei servi a sua sorella, la strega nota come Strega Bianca, sul loro pianeta natale Naltor. Lei e una squadra di Legionari viaggiarono fino a Naltor e prevennero la cattura della Strega Bianca da parte dei Servi. Durante l'attacco, Invisible Kid ebbe l'opportunità di viaggiare attraverso uno dei portali teletrasportanti dei servi e portò la battaglia direttamente al Maestro. Si confrontò con lui, che fu divertito dall'idea che il giovane eroe fosse così presuntuoso da sfidarlo. Il Maestro lo colpì con raggi d'energia dai suoi occhi, e lo riportò su Naltor. Avendo visto il vero volto del Maestro, Invisible Kid fu terrorizzato a un livello così profondo che una parte dei suoi capelli neri divennero permanentemente bianchi.
Nel mezzo della crisi, la Legione tenne delle elezioni a lungo termine, in cui scelse Dream Girl come nuovo leader. La giovane guidò una squadra di Legionari su Sorcerers' World, dove respinsero un attacco del Maestro e dei suoi numerosi servi. Mon-El si confrontò direttamente con il Maestro e lo riconobbe immediatamente, ma fu facilmente sconfitto. Il Maestro lesse la sua mente, e vide che Mon-El lo riconobbe perché fu l'unico di tutti i Legionari a passare mille anni nella Zona Fantasma, e in più scoprì che il mondo natale di Mon-El era Daxam. Gli stregoni fecero un incantesimo inteso a proteggere la Legione dal Maestro, e sorprendentemente diedero vita a un bambino umanoide. Nel frattempo sulla Terra i tre fondatori della Legione (Cosmic Boy, Saturn Girl e Lightning Lad) scoprirono che due dei servi erano cloni di DNA-invertito di Superman e di uno dei Guardiani dell'Universo. Scioccati dal fatto che il Maestro era in grado di clonare e sfruttare il potere di due degli esseri più potenti nella storia, i fondatori inviarono subito l'allarme, chiamando in azione tutte le riserve della Legione.
I Legionari riuscirono a scoprire qual era il mondo natale del Maestro. Ingaggiando una battaglia con i Servi, Wildfire distrusse il clone del Guardiano, mentre Element Lad espose il clone di Superman alla kryptonite gialla, permettendo a Timber Wolf di distruggerlo. Dopo di ciò, Brainiac 5 riconobbe il mondo del Maestro, e fu così in grado di dedurre la sua vera identità; nel frattempo, il Maestro era in viaggio per Daxam. Avendo assorbito i poteri di Mordru, del Time Trapper e di altri esseri con poteri simili, egli traspose Daxam con il suo pianeta. Di conseguenza, tutti i tre miliardi di originari di Daxam ottennero i poteri di Superman o Mon-El, e caddero tutti sotto la schiavitù del Maestro, determinato infine a conquistare l'intero universo. Su comando del criminale, i Daxamiti utilizzarono i loro poteri per riconfigurare fisicamente il pianeta al fine di scolpire l'immagine stessa del Maestro: l'antico tiranno dei Nuovi Dei, Darkseid.
Brainiac 5 fu l'unico Legionario a essere a conoscenza del pianeta natale di Darkseid, Apokolips. Egli avvertì Dream Girl e inviò un secondo allarme a tutti i super alleati della Legione, inclusa la Legione degli Eroi Sostituti e Supergirl, che risiedeva nel XX secolo. In tutto il territorio dei Pianeti Uniti, l'agente dell'Intelligence Kryptoniano Dev-Em, gli Eroi di Lallor, i Wanderers, gli Eroi Sostituti e i Legionari furono tutti impegnati a combattere l'attacco e il massacro dei Daxamiti. Su Takron-Galtos, un Chamaleon Boy abbatté un attacco da parte di un bambino daxamita utilizzando il judo e lanciandolo in una cella con Validus, la misteriosa creatura infantile che era il membro più potente dei Fatal Five.
Mentre il bambino umanoide inesplicabilmente invecchiava a una velocità impressionante, la Strega Bianca fece un incantesimo per trasportare la gente di Daxam su Apokolips e viceversa, e per fare ciò fu aiutata da una potente entità sconosciuta. Quando Darkseid tentò di prendersi il bambino, questo completò il processo d'invecchiamento e si rivelò essere Izaya l'antico nemico di Darkseid, l'Altopadre dei Nuovi Dei dal pianeta Nuova Genesi (e anche l'entità che aiutò la Strega Bianca). L'Altopadre trasformò l'ultimo servo rimanente in un perfetto clone del figlio di Darkseid, Orion, che era un giorno destinato a uccidere suo padre. Prima di svanire nel nulla, l'Altopadre convocò Superboy e Supergirl sul campo di battaglia su Apokolips, e permise ai due cugini di mantenere i loro poteri al massimo sotto un sole rosso. Darkseid distrusse il clone di Orion e inviò Superboy nel XX secolo. Quindi cominciò a preoccuparsi, perché la battaglia contro Supergirl e i Legionari gli stava facendo perdere il controllo mentale sui Daxamiti, che incominciarono a farsi strada verso il pianeta. Capendo che non poteva vedersela da solo contro tre miliardi di Daxamiti, Darkseid si dichiarò sconfitto e scomparve, portando Apokolips con lui. Prima di andarsene disse ai Legionari di aver lasciato loro la "maledizione dell'oscurità" che li avrebbe distrutti dall'interno, e promettendo che "il più puro di voi sarà il primo ad andarsene". Dopo la crisi, la Strega Bianca fu ammessa nella Legione, mentre Light Lass decise di andarsene.

### Epilogo
Mesi dopo, Saturn Girl, incinta, ebbe le doglie sul satellite ospedale Medicus One, preparandosi a dare alla luce il bambino che ebbe con Lightning Lad. Durante la consegna, il satellite fu misteriosamente avvolta nell'oscurità, ma Saturn Girl diede lo stesso vita a un maschietto sano e in forma. Fu entusiasta ma anche leggermente sorpresa, perché, durante la gravidanza, pensò occasionalmente di aver avvertito i pensieri di due cervelli. Sconosciuto a tutti, ci fu un secondo bambino. Durante la nascita, Darkseid rapì in segreto il piccolo e utilizzò il suo potere per trasformarlo radicalmente e lo inviò nel passato, dove incontrò la Legione nei panni di Validus, irriconoscibile ai suoi genitori e a chiunque altro. Così, Darkseid dichiarò trionfante che la sua maledizione si era realizzata.

## Continuity
Dopo gli eventi di Ora zero, questa storia e tutte quelle precedenti all'ottobre 1994 furono cancellate da questa continuity. Eppure, una nuova incarnazione della Legione originale fu introdotta nel 2007, nello story-arc The Lightning Saga, pubblicato nelle serie Justice League of America e Justice Society of America. Lo scrittore della DC Geoff Johns affermò più avanti che questa incarnazione della Legione condivideva la stessa storia della Legione originale durante gli eventi di Crisi sulle Terre infinite, inclusi gli eventi di "The Great Darkness Saga". In più, quando la DC pubblicò la versione post-Crisi infinita delle origini di Darkseid nel 2008, "The Great Darkness Saga" fu elencata come una delle "storie essenziali" del personaggio, suggerendo fortemente che gli eventi di questa storia furono inclusi nella continuità post-Crisi Infinita. In aggiunta, ci fu una storia successiva della Legione a cui ci si riferì esplicitamente come "The Great Darkness Saga" in generale, e in particolare della vittoria di Darkseid su Mordru (sul pianeta Avalon).
Validus e gli altri membri dei Fatal Five furono tra i criminali presenti nell'incarnazione della Legione dei Supercriminali di Superboy-Prime, come visto nella miniserie Crisi finale: La Legione dei 3 mondi. Tuttavia, Garridan Ranzz (il piccolo rapito da Darkseid nella continuità originale) fu recentemente descritto come un bimbo che vive con i suoi genitori, Saturn Girl e Lightning Lad, e il suo fratello gemello Graym. Così, sembrò che Validus e Garridan non furono la stessa persona nella continuità corrente.
Non è ancora chiaro quale sia stato l'effetto (se c'è stato) del rinnovamento post-Flashpoint/The New 52 su questa storia. Tuttavia, la storia compare ancora fermamente all'interno di questa continuità. In una recente storia della Legione in "New 52", un ufficiale daxamita rimarcato dalla popolazione del suo mondo come "uno che ancora piange il modo in cui Darkseid utilizzò la violenza", è un evidente riferimento agli eventi di "The Great Darkness Saga".

## Edizioni in raccolta
La storia fu raccolta nel volume Legion of Super-Heroes: The Great Darkness Saga. Stampato per la prima volta nel 1989, include sette pagine di prologo dal n. 287 e dal prologo presente in Annual n. 3, e una replica di un poster della squadra dell'epoca.
Una versione "Deluxe Edition" con copertina rigida fu pubblicata nel novembre 2010, includendo numeri precedenti e successivi alla "Saga" (dal n. 284 al n. 296 e Annual n. 1), ma escludendo l'epilogo e il poster. Questa versione include anche la sceneggiatura della prima parte e i disegni dei personaggi fatti da Giffen.